# Horst Haase (Literaturwissenschaftler)

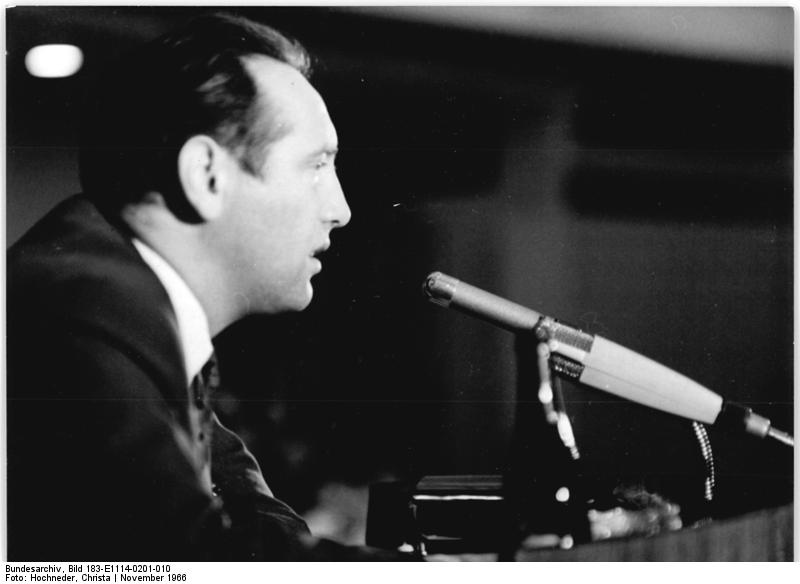
Horst Haase im November 1966 auf der ersten Jahreskonferenz des DSV in Ostberlin

Horst Haase (* 2. Januar 1929 in Schönwalde, Wandlitz; † 7. Mai 2021 in Berlin) war ein deutscher Literatur- und Kulturwissenschaftler, der 1967 mit dem Lessing-Preis der DDR ausgezeichnet wurde.

## Leben

### Studium und Tätigkeit an der Humboldt-Universität
Haase, Sohn eines Bauarbeiters, besuchte nach der Volksschule sowie der Handelsschule von 1946 bis 1948 die Vorstudienanstalt in Berlin und absolvierte danach ein Studium der Germanistik, Geschichte und Pädagogik an der Humboldt-Universität zu Berlin. Nach dem Abschluss des Studiums wurde er dort 1951 Lektor und Wissenschaftlicher Assistent und trat 1951 der SED als Mitglied bei. Daneben war er zwischen 1955 und 1956 Wissenschaftlicher Mitarbeiter im Deutschen Schriftstellerverband (DSV). 1956 erfolgte seine Promotion zum Dr. phil. an der Humboldt-Universität nach einer Dissertation über Die Antikriegsliteratur in der Zeitschrift „Die Weissen Blätter“. Darin befasste er sich mit der Monatsschrift Die Weißen Blätter, die in ihrem Erscheinungszeitraum von 1913 bis 1920 zu einer der wichtigsten Zeitschriften des literarischen Expressionismus wurde.

### Hochschullehrer an der KMU in Leipzig
Nachdem Haase 1963 seine Habilitation mit einer Habilitationsschrift mit dem Titel Johannes R. Bechers Gedichtband „Der Glücksucher und die sieben Lasten“ (1938) – ein wichtiger Schritt auf dem Wege zur sozialistischen Erneuerung der deutschen Nationalliteratur erhielt, übernahm er 1964 als Nachfolger von Hans Mayer eine Professur für Literaturgeschichte an der Karl-Marx-Universität Leipzig (KMU) und war dort zugleich bis 1966 Direktor des Instituts für Literaturgeschichte. Für seine Verdienste um die Literatur- und Kulturwissenschaften in der DDR wurde er 1967 mit dem Lessing-Preis der DDR ausgezeichnet.

### Professor und Institutsdirektor an der AfG
1969 wurde er als Professor an das Institut für Gesellschaftswissenschaften (IfG), das 1976 in Akademie für Gesellschaftswissenschaften (AfG) beim ZK der SED umbenannt wurde, berufen. 1976 erhielt er außerdem im Kollektiv den Nationalpreis der DDR.
Im Rahmen seiner Lehr- und Forschungstätigkeit befasste er sich mit der neueren deutschsprachigen Literatur des 20. Jahrhunderts sowie mit der Kulturpolitik der DDR. Daneben veröffentlichte er zahlreiche Artikel und Kritiken über die Literatur der DDR sowie Bücher wie die Geschichte der deutschen Literatur (Band 11, 1977), Die SED und das kulturelle Erbe (1986) und Österreichische Literatur des 20. Jahrhunderts (1988).
1986 wurde er als Nachfolger des verstorbenen Hans Koch Direktor des Instituts für marxistisch-leninistische Kunst- und Kulturwissenschaften der Akademie für Gesellschaftswissenschaften. Am 21. Januar 1988 hielt er beim Kulturbund der DDR ein Referat mit dem Titel Erben für unsere Zeit. Nach dem Ende der DDR und der Wiedervereinigung Deutschlands 1990 trat er in den Ruhestand.

### Mitglied der Leibniz-Sozietät
Haase blieb als Rentner in Berlin und wurde 1993 Mitglied der Leibniz-Sozietät. Als in diese Forschergemeinschaft berufener Wissenschaftler nahm er aus eigenem Antrieb seine wissenschaftliche Arbeit mit Schwerpunkt auf dem Gebiet der Literatur des 20. Jahrhunderts wieder auf. Dazu hielt er zahlreiche Vorträge und verfasste bis 2019 wissenschaftliche Beiträge und Rezensionen über die deutschsprachige Literatur.

## Schriften
- Die Antikriegsliteratur in der Zeitschrift „Die Weissen Blätter“, Berlin 1956
- Hans Marchwitzas Kumiak-Trilogie : Das Leben einer deutschen Arbeiterfamilie im Roman, Berlin 1961
- Johannes R. Bechers Gedichtband „Der Glücksucher und die sieben Lasten“ (1938) – ein wichtiger Schritt auf dem Wege zur sozialistischen Erneuerung der deutschen Nationalliteratur, Berlin 1963
- Johannes R. Bechers Deutschland-Dichtung : Zu dem Gedichtband „Der Glücksucher und die sieben Lasten“ (1938), Berlin 1964
- Dichten und Denken. Einblicke in das Tagebuch eines Poeten, Halle 1966
- Bekenntnisse, Entdeckungen, Variationen. Denkdichtung in Prosa von Johannes R. Becher, Berlin 1968
- Literatur der Deutschen Demokratischen Republik, Band 11 von Geschichte der deutschen Literatur von den Anfängen bis zur Gegenwart, Berlin 1976
- Johannes R. Becher, Leben und Werk, Berlin, 1981
- Kunst der Vergangenheit, Last oder Lust?, 1983
- Literatur als Angebot. Autoren – Kritiken – Tendenzen, Halle 1983
- Die SED und das kulturelle Erbe. Orientierungen, Errungenschaften, Probleme, Berlin 1986
- Österreichische Literatur des 20. Jahrhunderts. Einzeldarstellungen; Berlin 1988
- Nachgefragt. Anmerkungen zur Literatur und Literaturgeschichte, Leipzig 2009, ISBN 978-3-89819-319-1
- Entwürfe, Fragmente, späte Texte. Zur Literatur im 20. Jahrhundert, Edition Schwarzdruck, Gransee 2019, ISBN 978-3-935194-98-3